# Cratere Tourmaline
Tourmaline è un cratere sulla superficie di 2867 Šteins.